# Суми Рамануджана
Суми Рамануджана — тригонометричні суми, залежні від двох цілочислових параметрів {\displaystyle k} і {\displaystyle n}, виду:
{\displaystyle c_{k}(n)=\sum _{h}\cos \left({\frac {2\pi nh}{k}}\right)=\sum _{h}\exp \left({\frac {2\pi nhi}{k}}\right),}
де {\displaystyle h<k,\;h\in \mathbb {Z} _{0}} и {\displaystyle (h,\;k)=1}.

## Властивості
Основною властивістю сум Рамануджана є їх мультиплікативність щодо індексу {\displaystyle k}, тобто
{\displaystyle c_{kk'}(n)=c_{k}(n)c_{k'}(n),\,}
якщо {\displaystyle (k,\;k')=1}.
Суми {\displaystyle c_{k}(n)} можна записати через функцію Мебіуса {\displaystyle \mu }:
{\displaystyle c_{k}(n)=\sum _{d\setminus (k,\;n)}\mu \left({\frac {k}{d}}\right)d.}
Суми Рамануджана обмежені при обмежених або {\displaystyle k}, або {\displaystyle n}. Так, наприклад {\displaystyle c_{k}(1)=1}.

### Тригонометричні формули
{\displaystyle {\begin{aligned}c_{1}(n)&=1\\c_{2}(n)&=\cos n\pi \\c_{3}(n)&=2\cos {\tfrac {2}{3}}n\pi \\c_{4}(n)&=2\cos {\tfrac {1}{2}}n\pi \\c_{5}(n)&=2\cos {\tfrac {2}{5}}n\pi +2\cos {\tfrac {4}{5}}n\pi \\c_{6}(n)&=2\cos {\tfrac {1}{3}}n\pi \\c_{7}(n)&=2\cos {\tfrac {2}{7}}n\pi +2\cos {\tfrac {4}{7}}n\pi +2\cos {\tfrac {6}{7}}n\pi \\c_{8}(n)&=2\cos {\tfrac {1}{4}}n\pi +2\cos {\tfrac {3}{4}}n\pi \\c_{9}(n)&=2\cos {\tfrac {2}{9}}n\pi +2\cos {\tfrac {4}{9}}n\pi +2\cos {\tfrac {8}{9}}n\pi \\c_{10}(n)&=2\cos {\tfrac {1}{5}}n\pi +2\cos {\tfrac {3}{5}}n\pi \\\end{aligned}}}

## Застосування сум Рамануджана
Багато мультиплікативних функцій від натурального аргументу можуть бути розкладені в ряди по {\displaystyle c_{k}(n)}. Вірним є і обернене твердження.
Основні властивості сум дозволяють обчислювати суми вигляду:
{\displaystyle \sum _{n=1}^{\infty }{\frac {c_{k}(qn)}{n^{s}}}f(n),\quad \sum _{k=1}^{\infty }{\frac {c_{k}(qn)}{k^{s}}}f(k),}
де {\displaystyle f(n)} — мультиплікативна функція {\displaystyle q} — ціле число {\displaystyle s} — в загальному випадку, комплексне.
У простому випадку, можна одержати
{\displaystyle \sum _{k=1}^{\infty }{\frac {c_{k}(qn)}{k^{s}}}={\frac {\sigma _{1-s}(n)}{\zeta (s)}},}
де {\displaystyle \zeta (s)} — дзета-функція Рімана {\displaystyle \sigma _{k}(n)} — сума {\displaystyle k}-х степенів дільників числа {\displaystyle n}.
Такі суми тісно пов'язані з особливими рядами деяких адитивних проблем теорії чисел, наприклад, представлення натуральних чисел у вигляді парного числа квадратів.